# متنزه هيغاشيموكوتو شيبازاكورا

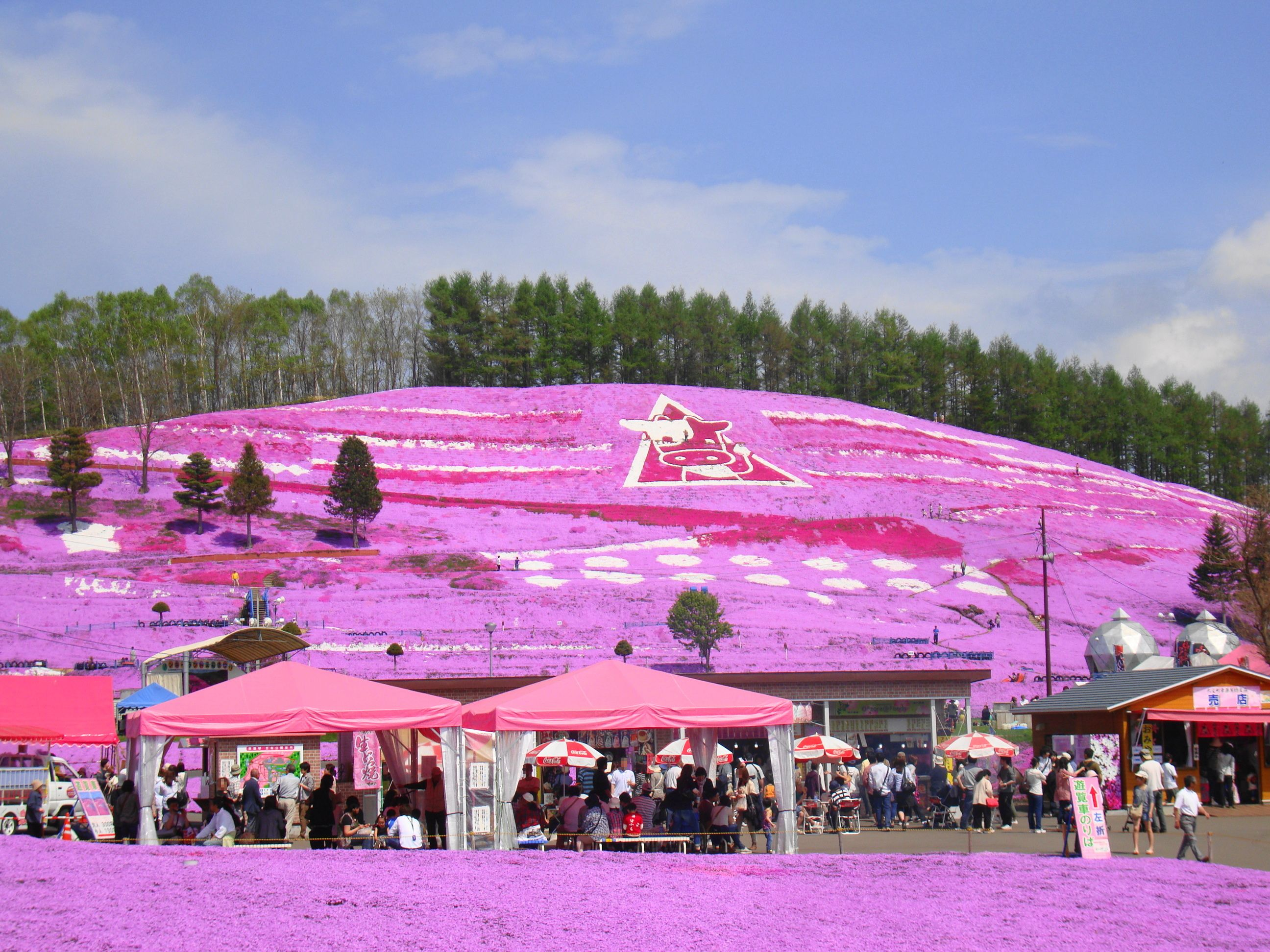
صورة للبقرة ’’نونكي‘‘ وهي شخصية تم ابتكارها لقرية هيغاشيموكوتو السابقة ولصناعة الألبان المزدهرة فيها.

متنزه هيغاشيموكوتو شيبازاكورا (بالإنجليزية Higashimokoto Shibazakura Park) يعتبر من الوجهات السياحية الأكثر شعبية في اليابان يقع	 في بلدةأوزورا مطار ميمانبيتسو حيث يبدأ الكثير من السياح القاصدين منطقة هوكايدو على طول ساحل بحر أوخوتسك في شمال شرق الجزيرة زياراتهم. يتدفق السياح بأعداد كبيرة لرؤية التضاريس الطبيعية الوفيرة للمدينة، والتي تمتد من الشاطئ الجنوبي لبحيرة أباشيري إلى جبل موكوتو في جنوب المدينة. تحظى المنطقة بشعبية ولا سيما في فصل الربيع عندما تزهر نباتات ميزوباشو (ملفوف الظربان الأبيض) في ميمانبيتسو على طول شاطئ بحيرة أباشيري وتغطي أزهار شيبازاكورا (طحالب الفلوكس الوردية) منحدرات متنزه هيغاشيموكوتو شيبازاكورا على بعد حوالي 20 كم إلى الجنوب الشرقي من البحيرة.

## المساحة
يغطي متنزه هيغاشيموكوتو شيبازاكورا مساحة من السهول تبلغ حوالي 10 هكتارات إلى الشمال من جبل موكوتو. يتحول المتنزه بأكمله إلى اللون الوردي الزاهي سنويا في الفترة من مايو/أيار إلى أوائل يونيو/حزيران.

## مهرجان شيبازاكورا
في الفترة من مايو/أيار إلى أوائل يونيو/حزيران يقام مهرجان شيبازاكورا في المتنزه في هذا الوقت من العام بالإضافة إلى مجموعة متنوعة من الفعاليات التي يمكن للزوار الاستمتاع بها، بما في ذلك تجربة مأكولات محلية وقيادة سيارات صغيرة والصيد في بركة لصيد الأسماك ومشاهدة عروض مسرحية متنوعة. وسيعثر المشاركون في المهرجان شيئا للترفيه عنهم بغض النظر عن مدة بقائهم إلى وقت متأخر.

## عن المتنزه
طحالب الفلوكس 	هي نباتات دائمة الخضرة وتنتمي لعائلة polemoniaceae. وتسمى باللغة اليابانية شيبازاكورا، وهذا الاسم يصف كيف أن أزهارها ذات البتلات الخمس والتي تشبه في مظهرها أزهار الكرز، تغطي الأرض مثل العشب. بعض هذه الزهور لها عدد مختلف من البتلات، ويعتقد أنها تجلب الحظ السعيد لأولئك الذين يجدونها، تماما مثل الخرافات التي تقول إن نباتات البرسيم ذات الأوراق الأربع تجلب الحظ.

### إنشاء المتنزه
إن هذه الزهور لا تنمو بشكل طبيعي هنا. وإنما تم إنشاء هذه البقعة الواسعة من طحالب الفلوكس من خلال جهود رجل واحد، وهو من السكان المحليين الذين عاشوا طوال حياتهم في المنطقة ويدعىناكاهاتشي سويكيتشي	. في حقبة ما بعد الحرب، أحضرت شقيقته بعض طحالب الفلوكس من بلدة قريبة، وتولى زراعتها في منزله. ومن هذه البدايات المتواضعة، قيل إنه أنتج حوض زهور مساحته 100 متر مربع على مدى العقود التالية. وقد أعجبت مؤسسة عامة موكلة بإدارة ينابيع المياه الحارة في جبل موكوتو بهذا الإنجاز وطلبت من ناكاهاتشي استخدام طحالب الفلوكس لإنشاء موقع للراحة والاستجمام لسكان البلدة والعاملين في ينابيع المياه الحارة على حد سواء. وفي عام 1977 بدأ ناكاهاتشي بالعمل لدى المنظمة حيث كان يحمل عربات مليئة بغراس طحالب الفلوكس من منزله لإعادة تطوير تلة منخفضة في المنطقة بمفرده. كانت التلة شديدة الانحدار بحيث لا تسمح بتقديم المساعدة الآلية، مما يعني أنه كان يتعين تنفيذ كل العمل تقريبا يدويا. استغرق الأمر منه 8 سنوات لتحويل كامل التلة إلى اللون الوردي.
بعد ذلك واصل ناكاهاتشي رعايته للأرض حتى تقاعده في عام 1999. وقد توفي البستاني المبدع في عام 2009، ولكن استمر فريق مكون من ثلاثة أعضاء في رعاية نباتات المتنزه يدويا حتى يومنا هذا، حيث يُحظر استخدام مبيدات الحشرات والمواد الكيميائية الزراعية الأخرى.
تعطي طحالب الفلوكس التي تغطي التلة منظرا خلابا عند رؤيتها من الأسفل، ولكن ينصح بشدة بالتسلق إلى منصة الرصد أو التعريشة لرؤية الحقل من الأعلى. هناك بوابة ’’توري‘‘ وردية اللون على الدرج الطويل الذي يصل إلى منصة الرصد، وهو مكان شهير لأخذ صور تذكارية. يمكن لأولئك الذين ليس لديهم القدرة على تحمل صعود الدرج أن يسلكوا مسارا ذي ميل أكثر تدرجا، بالإضافة إلى ترام يمتد بين قاعدة التلة والتعريشة.
يقع مزار ياماتسومي المكرس لآلهة الجبل وفق الديانة الشينتوية في أعلى المنحدر وراء منصة الرصد، وأمامه بوابة ’’توري‘‘ وردية أخرى.
بعد القيام بجولات في المتنزه، يمكن للزوار الاستمتاع بسباقات السيارات الصغيرة على مسار تحده تلك الأزهار الوردية بالإضافة إلى الصيد في بركة أسماك السلمون المرقطة الكبيرة ومشاهدة طحالب على التلة بينما يغمسون أصابع أقدامهم في حمامات للأقدام في منطقة الينابيع الحارة.
تقدم الكافتيريا ومتجر الهدايا أطعمة مصنوعة من الخضروات ومنتجات الألبان المنتجة محليا، وأكثرها شعبية هو آيس كريم شيبازاكورا الوردية المصنوعة من الحليب الطازج من أبقار محلية.